# Cormocyon
Cormocyon — вымерший род семейства псовых из вымершего подсемейства Borophaginae. Их ископаемые остатки известны с эоцена по плиоцен (41,3—5,333 млн лет назад). Они найдены на территории Северной Америки в США (штаты Южная Дакота, Небраска, Орегон, Вайоминг, Флорида, Вашингтон, Колорадо) и в Мексике (Оахака). Это были наземные хищники, возможно, стайные.

## Виды
На август 2023 года в род включают 2 вымерших вида:
- † Cormocyon copei Wang and Tedford 1992
- † Cormocyon haydeni Wang et al. 1999

## Фотография ископаемого образца
- Ископаемый череп Cormocyon leptodus